# Joseph-Marie Trịnh Văn Căn
Joseph-Marie Trịnh Văn Căn (19 de março de 1921 - 18 de maio de 1990 ) foi um cardeal vietnamita da Igreja Católica . Ele foi o arcebispo de Hanói de 1978 até sua morte. Ele se tornou cardeal em 1979.
Ele nasceu em Ha Nam. Em 1949, ele foi ordenado sacerdote. Em 1963, o Papa João XXIII o nomeou Arcebispo Titular de Aela e Arcebispo Coadjutor de Hanói. Ele se tornou arcebispo de Ha Noi em 1978, após a morte do cardeal Trinh Nhu Khue. Ele morreu em 18 de maio de 1990 depois de um ataque cardíaco.